# Shinsoku

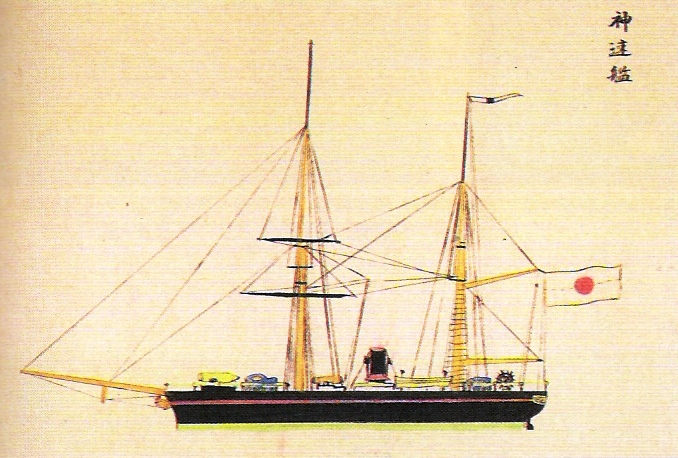
Ilustração do barco de guerra Shinsoku.

O Shinsoku (神速) foi um navio de guerra que pertenceu as tropas leais ao Xogum durante a Guerra Boshin.